# Hors Contrôle
Pour les articles homonymes, voir Hors contrôle (homonymie).
Hors Contrôle est un groupe d'oi! français, originaire de Montceau-les-Mines, en Saône-et-Loire.

## Biographie
Hors Contrôle est formé en 2000 à Montceau-les-Mines, en Saône-et-Loire,. À l’origine composé de Régis au chant, guitare et boite à rythme et de Max à la basse et aux chœurs, les membres du groupe sont des skinheads antifascistes. Un batteur vient remplacer la boîte à rythme. « Après avoir participé au festival antifasciste de Genève avec toute la scène européenne, on est rentré avec pleins de contacts. » Et depuis, ils ont tourné partout en France, en Allemagne, en Espagne, en Belgique et au Québec en 2014. Cependant, c’est dans leur ville d’origine que leur nom reste parfois le plus méconnu. « Lorsque l’on joue à Paris, on a facilement entre 700 et 800 personnes alors qu’à Montceau(-les-Mines), on peine à avoir 50 personnes », explique le groupe. En 2004, Thierry remplace Max à la basse et le batteur Johan rejoint le groupe en décembre 2006. Ce trio sillonne la France et l'Europe (Belgique, Suisse, Allemagne, Espagne) et devient de plus en plus actif sur scène. 
Un album est sorti en mars 2010 pour fêter les 10 ans du groupe. C'est un double album regroupant 14 titres inédits (Béni maudit) et 10 anciens rejoués avec batterie (Jeunes années). En décembre 2011, un quatrième membre rejoint le groupe, il s'agit de Philippe qui officie désormais en tant que second guitariste. Leur sixième album studio, L'union fait la force, est publié en mai 2013. Cette même année, le groupe recrute un deuxième guitariste, et annonce une tournée spéciale 10 ans d'existence.

## Membres

### Membres actuels
- Régis - chant, guitare (depuis 2000)

### Ancien membre
- Thierry - basse (2004-2022)
- Bob - batterie (2020-2022)
- Max - basse, chœurs (2000–2004)
- Johan - batterie (2006-2016)
- Philippe - guitare (2011-2019)
- Jean-Marc - batterie (2017-2019)

## Discographie

### Albums studio
- 2001 : Bière, musique et amitié
- 2003 : Liberté surveillée
- 2005 : Pour tes frères
- 2008 : Enfants du charbon (avec batteur)
- 2010 : Béni Maudit
- 2010 : Jeunes Années
- 2013 : L'union fait la force
- 2015 : Vauriens
- 2019 : Les Couleurs dans le temps
- 2020 : 2000 2020

### Album live
- 2002 : Hors Contrôle, 2e Festival Antiraciste, Zoo de l'Usine  (enregistré en  2001 à Genève, CH)

### EP
- 2004 : Ça joue ou bien ?

### Démo
- 2001 : Hors Contrôle